# Lotus Bus
Le Lotus Bus, créé en 2004, est un programme de Médecins du monde de promotion de la santé et des droits des travailleuses du sexe chinoises à Paris.

## Présentation

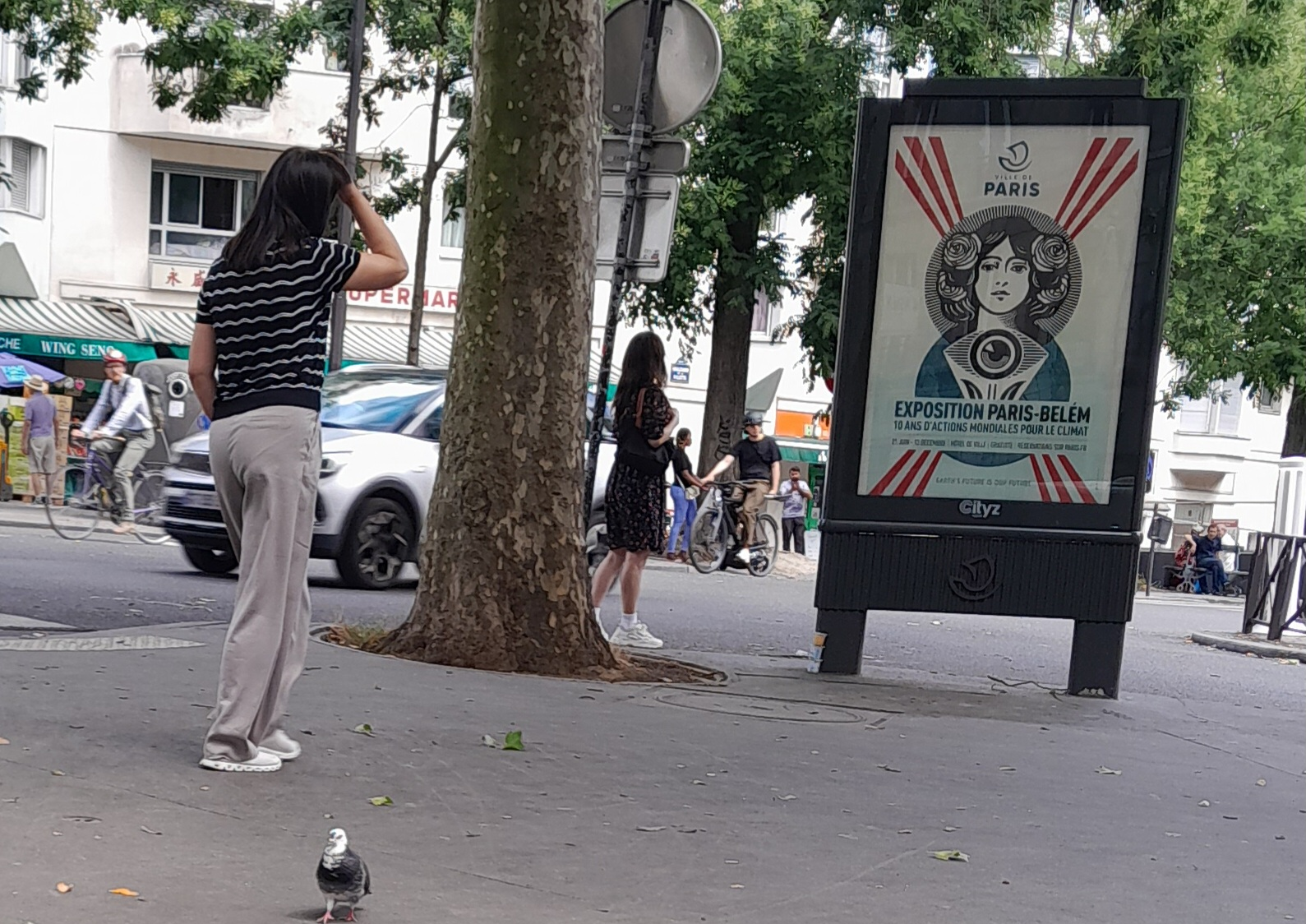
Marcheuses de Belleville (juin 2025).

Le Lotus Bus est créé en 2004 par l'organisation non gouvernementale Médecins du monde, dans un contexte où de nombreuses travailleuses du sexe sont arrêtées dans le cadre de la Loi de 2003 de sécurité intérieure instaurant le racolage passif. C'est un programme de promotion de la santé et des droits des travailleuses du sexe chinoises à Paris. 
L'équipe compte, en 2018, quatre postes salariés et s'appuie sur une trentaine de bénévoles.
En 2009, selon Médecins du monde, la moitié des personnes concernées étaient originaires du Dongbei, une région industrielle en déclin regroupant les provinces chinoises du Liaoning, du Heilongjiang et du Jilin,. « L'immense majorité des prostituées chinoises qui fréquentent le Lotus Bus vivent dans une extrême précarité. Toutes, ou presque, sont en situation irrégulière, aucune, ou presque, ne lit ni ne parle le français, et la plupart ignorent tout des droits sociaux ou du système de soins français. Elles vivent dans des chambres surpeuplées : pour 100 à 150 euros par mois, elles louent une couchette à des marchands de sommeil. ». 
Entre 2010 et 2012, l'équipe du Lotus Bus réalise une enquête sur les violences exercées envers les travailleuses du sexe chinoises à Paris. L'étude révèle leur niveau inquiétant et leur caractère multiforme.
Le programme travaille également avec l'association« Les Roses d’Acier », réunissant des femmes du quartier Belleville victimes de harcèlement policier en 2014, notamment dans le cadre de la prise de parole publique contre la Loi de pénalisation des clients de 2016.
En 2014, le harcèlement policier, notamment dans le quartier de Belleville, devient très important. Certaines personnes concernées se mobilisent et demandent de l’aide à Médecins du Monde pour rédiger un courrier, réaliser un recueil de témoignages et rencontrer la mairie du 10ème arrondissement. Ce groupement de femmes s’est par la suite organisé en association , dans l’objectif de favoriser le dialogue avec les institutions. Les membres des Roses d’Acier ont notamment participé à des prises de parole publiques contre la Lorsque la loi est finalement passée e